# Rapetosaurus
Rapetosaurus is een geslacht van herbivore sauropode dinosauriërs behorend tot de groep van de Titanosauria, dat tijdens het late Krijt leefde op Madagaskar. De enige benoemde soort is Rapetosaurus krausei.

## Vondst en naamgeving
In 1896 benoemde de Franse paleontoloog Charles Jean Julien Depéret op basis van vier botten en osteodermen in 1895 gevonden bij de rivier de Betsiboka, een nieuwe soort van Titanosaurus: Titanosaurus madagascariensis. In 1907 wees Armand Thévenin wat door hem opgegraven staartwervels en resten van ledematen aan deze soort toe. In 1929 verwees Friedrich von Huene naar de soort als een cf. Laplatasaurus madagascariensis. Latere onderzoekers verwezen al het titanosaurische materiaal uit Madagaskar standaard naar Titanosaurus madagascariensis.
Van 1993 af werden nieuwe opgravingen verricht bij Mahajanga, geleid door David W. Krause. Daarbij werd een grote hoeveelheid titanosaurisch materiaal gevonden. In dat materiaal leken echter twee taxa aanwezig te zijn. Eén staartwervel die Depéret in de syntypen van Titanosaurus madagascariensis had opgenomen, specimen UCB 92305, heeft dezelfde vorm als een van die taxa, die voorlopig onbenoemd bleef en als Malagasy Taxon B werd aangeduid. In 2014 zou dit taxon benoemd worden als het geslacht Vahiny. De andere staartwervel, specimen UCB 92829, is zo verweerd dat er geen diagnostische kenmerken met zekerheid zijn vast te stellen maar lijkt nog het meest op de wervels van het tweede type, Malagasy Taxon A. Van dit type waren veel betere resten bekend en de onderzoekers besloten het te benoemen als een apart geslacht en soort. Specimen UCB 92829 als lectotype kiezen voor Titanosaurus madagascariensis leek namelijk onverstandig omdat het van te slechte kwaliteit was. Overigens koos men ook niet voor de optie om juist specimen UCB 92305 als lectotype te kiezen en Titanosaurus madagascariensis de naam te laten zijn van Malagasy Taxon B. Men stelde aldus dat Titanosaurus madagascariensis een nomen dubium was. Zo hoefde men de naam helemaal niet meer te gebruiken. 
In 2001 benoemden en beschreven Kristina Curry Rogers en Catherine Ann Forster Malagasy Taxon A als de typesoort Rapetosaurus krausei. De geslachtsnaam Rapetosaurus is afgeleid van Rapeto, een ondeugende reus uit de Malagassische folklore, en gelatiniseerd van sauros, het Oudgriekse woord voor hagedis. De soortaanduiding, krausei, is vernoemd naar de teamleider van de expeditie, David W. Krause.
Het holotype, UA 8698, is in 1996 gevonden in een laag van de Anembalemba-afzetting van de Maevaranoformatie die dateert uit het Maastrichtien. Het bestaat uit een schedel met onderkaken. De schedel is niet in verband gevonden; de beenderen ervan waren verspreid over een oppervlakte van een vierkante meter. Het schedeldak ontbreekt. Het holotype maakt deel uit van de collectie van de Université d'Antananarivo. Ander schedelmateriaal werd aan de soort toegewezen. Het betreft de specimina FMNH PR 2184-2192, 2194, 2196, 2197, 2209, 2210 die voornamelijk schedeldelen vertegenwoordigen die het holotype mist. Het verband tussen het holotype en deze delen werd bewezen door een exemplaar dat al in 2001 werd toegewezen maar pas in 2009 geïdentificeerd werd als het specimen FMNH PR 2209. Het gaat om een zeer bijzondere vondst, een skelet met schedel van een jong dier. Niet alleen was dit het meest complete skelet van een titanosauriër dat in 2001 bekend was, het was ook het enige bekende skelet uit die groep waarbij er een aantoonbaar verband was tussen de schedel en de postcrania: alle andere vondsten bestonden uit losse schedels of skeletten zonder schedel. Al deze exemplaren vormen overigens geenszins een uitputtende opsomming van het bekende materiaal. In 2009 werd gemeld dat er in een gebied van tien vierkante kilometer vijftien groeven waren geopend en dat daarin honderden beenderen en osteodermen waren gevonden. Naar schatting was 83% van alle skeletkenmerken bekend, het hoogste percentage voor enige titanosauriër: voor de helft van de bekende soorten in 2009 lag het onder de 15%.
In 2004 werd de schedel meer in detail beschreven en in 2009 de postcrania: de delen achter de schedel.

## Beschrijving

### Grootte en onderscheidende kenmerken

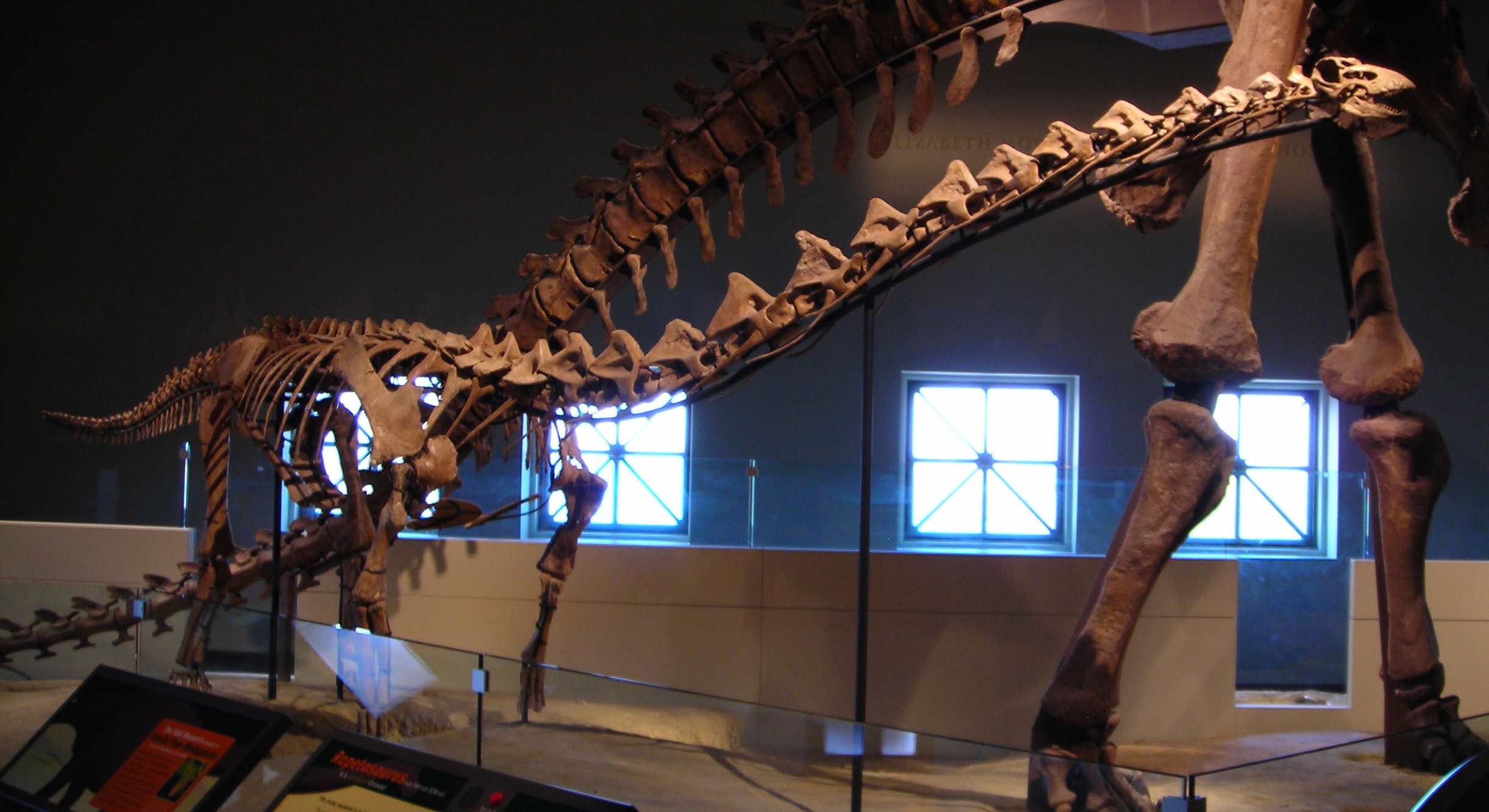
Specimen FMNH PR 2209 in het Field Museum of Natural History, het meest complete bekende skelet van een titanosauriër

Rapetosaurus is een middelgrote sauropode met een lichaamslente van zo'n vijftien meter en een gewicht van vijftien ton.
In 2009 werd een groot aantal onderscheidende kenmerken aangegeven. Deze waren autapomorfieën, unieke afgeleide eigenschappen. Hierbij moet echter bedacht worden dat van veel verwanten relevante lichaamsdelen alsnog ontbreken zodat niet echt zeker is of Rapetosaurus daar wel van afwijkt. De fenestra antorbitalis is groot en steekt naar voren verder dan de tandrij. De fenestra praeantorbitalis is in feite achter de fenestra antorbitalis geplaatst. Er bevindt zich een langwerpig en voorwaarts geplaatst foramen onder het neusgat. De voorste tak van het jukbeen is smal en horizontaal langwerpig. De voorhoofdsbeenderen zijn in het midden gewelfd. Het quadratum heeft een V-vormig raakvlak met het quadratojugale. Het supraoccipitale heeft twee middelste takken naar de wandbeenderen lopen. De voorste tak van het pterygoïde is verticaal verbreed. Het raakvlak van het pterygoïde met het basipterygoIde is extreem ondiep. De processus basipterygoidei wijken alleen aan hun onderste punten uiteen. Het dentarium van de onderkaak draagt elf tandkassen die twee derden van de lengte ervan beslaan. Het aantal wervels vóór de staart bedraagt drieënveertig: zeventien halswervels, tien ruggenwervels en zes sacrale wervels. De halswervels zijn langwerpig met in bovenaanzicht een vlindervormig profiel van de basis van de wervelboog. De halswervels zijn gekield. De voorste halswervels hebben een verticale richel lopen op het voorvlak van het doornuitsteeksel. De middelste halswervels hebben geen verticale richels lopen op het voorvlak of het achtervlak van het doornuitsteeksel maar juist troggen. De ruggenwervels hebben een hoog doornuitsteeksel dat 40% van de hoogte van de wervel uitmaakt. De ruggenwervels hebben een dwarsrichel lopen tussen de achterste gewrichtsuitsteeksels die naar beneden uitloopt gecombineerd met webvormige richels op het voorvlak en achtervlak van het doornuitsteeksel. De sacrale wervels hebben pneumatische uithollingen. De doornuitsteeksels van de sacrale wervels beslaan de helft van de totale wervelhoogte. Bij de middelste staartwervels zijn de doornuitsteeksels hoger dan het wervellichaam, overdwars verbreed en van voor naar achter verkort. De staartwervels aan het einde van de middenstaart hebben doornuitsteeksels met goed ontwikkelde richels op het voorvlak en achtervlak gelegen in ondiepe troggen. Het ravenbeksbeen heeft een haaks opstaande richel op de buitenste zijkant. De kop van het opperarmbeen ligt op gelijke hoogte met de bovenkant van de deltopectorale kam. De onderste schacht van het opperarmbeen loopt recht. De aanhangsels van het darmbeen voor het schaambeen en het zitbeen zijn plateauvormig. Het dijbeen is lichtgebouwd en sterk ingesnoerd in het midden van de schacht.

### Skelet
De schedel van Rapetosaurus weerspiegelt de variabiliteit van titanosaurische crania: de meeste koppen lijken op die van Brachiosaurus, kort en breed, maar sommige vormen hebben lange schedels die doen denken aan die van de Diplodocoidea. Rapetosaurus heeft een uitgesproken lange kop met een langwerpige afhangende snuit en hoog geplaatste neusgaten. De oogkas is vrij groot en achterliggende schedeldelen zijn naar onderen geroteerd zodat het onderste slaapvenster onder de oogkas komt te liggen en het kaakgewricht zich onder de voorrand daarvan bevindt. Aldus helt het achterhoofd extreem naar achteren. De zijkant van de snuit wordt doorboord door een enorme worstvormige fenestra antorbitalis. In de horizontale onderrand van het afhangende gedeelte bevinden zich alle tanden van de bovenkaak. Een tandeloze achterste tak van het bovenkaaksbeen kromt omhoog naar het quadratojuhgale, waarmee het een zeer grote inham vormt. In bovenaanzicht is de snuit nog vrij breed en heeft het profiel van een eendensnavel met een insnoering iets voor de oogkassen. Het schedeldak is nog iets breder dan de snuit. Het achterhoofd is, compenserend voor de helling, hoger dan breed in achteraanzicht.

## Levenswijze
Rapetosaurus deelde zijn leefgebied met een aantal andere herbivoren, de carnivoren Majungasaurus en Masiakasaurus, en met vissen, kikkers, schildpadden, vogels, zoogdieren en krokodillen. Rapetosaurus moet vooral bejaagd zijn door de grote theropode Majungasaurus.
Op basis van een fossiel van een paar maanden oude Rapetosaurus van 40 kg en 35 cm heuphoogte wordt geschat dat de Rapetosaurus 3,4 kg woog als het uit het ei kwam. Het jong exemplaar van het genus had van het hoofd tot de staart een lengte van 8 meter. Een volwassene zou daarentegen 15 meter lang zijn en 2 tot maximaal 4 meter hoog. Het gewicht wordt geschat op 6 tot 12 ton.